# Microregione di Diamantina
Diamantina è una microregione appartenente alla Jequitinhonha, nel Minas Gerais in Brasile.

## Comuni
È suddivisa in 8 comuni:
- Couto de Magalhães de Minas
- Datas
- Diamantina
- Felício dos Santos
- Gouveia
- Presidente Kubitschek
- São Gonçalo do Rio Preto
- Senador Modestino Gonçalves